# Прва влада Јована Пламенца
Евгенија Поповића на мјесту предсједника владе замјењује Јован Пламенац, којег је на мјесто предсједника декретом поставио краљ Никола 4. (17) II 1919. године. Поред Пламенца, тадашњу владу сачињавали су и министри: Перо Вучковић, Милутин Вучинић, Мило Вујовић и Перо Шоћ. Крајем 1920. и почетком 1921. међународни положај ове владе се погоршао. Владе Француске, Велике Британије и САД-а прекинуле су односе са црногорском владом, а у марту 1921. умро је и краљ Никола.

## Чланови владе
| Функција                              | Слика     | Име и презиме     | Детаљи                                |
| ------------------------------------- | --------- | ----------------- | ------------------------------------- |
| Предсједник Министарског Савјета      |           | Јован С. Пламенац |                                       |
| Министар Спољних Послова              |           | Јован С. Пламенац |                                       |
| Министар Унутрашњих Послова           | заступник | Јован С. Пламенац |                                       |
| Министар Просвјете и Црквених Послова |           | Перо Вучковић     | до 16. (29.) децембра 1919.           |
| Министар Просвјете и Црквених Послова |           | Перо Ђ. Шоћ       | заступник од 16. (29.) децембра 1919. |
| Министар Војни                        |           | Милутин Вучинић   |                                       |
| Министар Финансија и Грађевина        |           | Мило Вујовић      |                                       |
| Министар Правде                       |           | Перо Ђ. Шоћ       |                                       |